# Kai Lindberg
Kai Lindberg (10. december 1899 i Helsingør – 27. maj 1985 på Frederiksberg) var en dansk politiker Socialdemokraterne og minister.
Lindberg havde flere ministerposter i perioden fra 1955 – 1966
- Minister for offentlige arbejder i Regeringen H.C. Hansen I i perioden 30. august 1955 – 28. maj 1957.
- Minister for offentlige arbejder og for Grønland i Regeringen H.C. Hansen II i perioden 28. maj 1957 – 21. februar 1960.
- Minister for offentlige arbejder og for Grønland Regeringen Viggo Kampmann I i perioden 21. februar 1960 – 18. november 1960.
- Minister for offentlige arbejder Regeringen Viggo Kampmann II i perioden 18. november 1960 – 3. september 1962.
- Minister for offentlige arbejder Regeringen Jens Otto Krag I i perioden 3. september 1962 – 26. september 1964.
- Minister for offentlige arbejder Regeringen Jens Otto Krag II i perioden 26. september 1964 – 28. november 1966.